# Conrad Janis
Conrad Janis (New York, 11 februari 1928 – Los Angeles, 1 maart 2022) was een Amerikaanse jazztrombonist van de oldtime jazz en acteur.

## Biografie
De vader van Janis was een hemdenfabrikant en zijn moeder Harriet Janis was de co-auteur van het boek They all played Ragtime van Rudi Blesh. Janis leerde vroeg gitaar spelen en relatief laat de trombone (de inspiratie kwam toen hij Kid Ory tijdens de jaren 1940 regelmatig hoorde in Los Angeles) en speelde het naast zijn acteerwerk. Eerst speelde hij in San Francisco in een New Orleans Revival-band met kunststudenten, vanaf eind jaren 1940 in New York met talloze swing- en New Orleans-jazzmusici, waarbij hij ook kort onderricht nam bij Herbie Nichols. Met zijn Tailgate Jazz Band nam hij ook verschillende albums op in New York bij Circle Records (het label was van Rudi Blesh en zijn moeder), zoals Conrad Janis en zijn Tailgate Jazz Band 1951 met Danny Barker, Pops Foster, Freddy Moore in de ritmesectie. Hij had zijn eerste Broadway-rol in Junior Miss in 1942, zijn eerste filmrol in 1945 in de komedie Snafu, waarna hij een 20th Century Fox-contract kreeg.
Voor zijn rol in The Brass Ring op Broadway ontving hij de New Yorkse theaterprijs Theater World Award. Een ander Broadway-succes van Janis was A visit to a small planet. Janis is verschenen in tal van tv-producties, waaronder de serie Mork & Mindy met Robin Williams (1978-1982), de science fiction komedieserie Quark (1977/1978, als Otto Palindrome) en Highway to Heaven (seizoen 2, aflevering 1). Omdat hij vaak muzikanten op televisie speelde, slaagde hij er altijd in om muzikanten uit zijn jazzomgeving daar te huisvesten. In 1994 regisseerde hij de politieke thriller The Death List met George Segal en Elliott Gould. Janis speelde ook rollen in speelfilms zoals Buddy Holly Story, Margie en Cable Guy met Jim Carrey.
De ouders van Janis hadden een bekende galerij voor moderne kunst in Manhattan, de Sidney Janis Gallery, waarin Janis vanaf 1957 ook werkte. In 1966 lieten ze hun uitgebreide kunstcollectie (Pablo Picasso, Salvador Dalí, Piet Mondrian, Jackson Pollock en anderen) na aan het Museum of Modern Art.
Sinds 1980 was hij leider van de populaire Beverly Hills Unlisted Jazz Band, waarvan de meerderheid acteurs en filmmakers zijn. Leden waren George Segal (banjo), producenten Paul Maslansky en Sheldon Keller (gitaar) en één keer Jack Lemmon (piano) en Dudley Moore. Bij PBS is een documentaire gemaakt over de band, die ook verschillende opnamen heeft gemaakt.
Met MiraCon Pictures had Janis een eigen productiebedrijf.

## Overlijden
Conrad Janis overleed in maart 2022 op 94-jarige leeftijd.

## Filmografie
- 1974: Airport 1975
- 1976: The Duchess and the Dirtwater Fox
- 1977: Roseland
- 1978: The Buddy Holly Story
- 1978–1982: Mork & Mindy, tv-serie, 69 afleveringen
- 1980: Oh, God! Book II
- 1985: Brewster's Millions
- 1995: The Feminine Touch
- 1998: Addams Family Reunion

- Bibliothèque nationale de France: cb141900253 (data)
- Gemeinsame Normdatei: 142073571
- International Standard Name Identifier: 0000 0000 8204 7128
- Library of Congress Control Number: n85138339
- MusicBrainz: cec7c56a-5378-4f23-a4ab-e0dcb553c01f
- SNAC: w6cj9xdq
- Système universitaire de documentation: 233293299
- Virtual International Authority File: 19891271
- WorldCat: E39PBJgH99Qv9W86bVhbKWtR8C